# Католический социализм
Католический социализм  — общее название течений в католицизме, озабоченных участью рабочего класса и, выдвигающих, опираясь на религиозные соображения, предложения более или менее значительных социальных реформ.

## Мировоззрение социал-католиков
В более узком смысле этот термин применяется к мировоззрению только тех из католиков социального направления, которые в требуемой ими реформе отводят широкую роль государству; католические социалисты или социал-католики противопоставляются в последнем случае католикам либеральным (школа Ле Пле, Клодио Жаннэ, Перэн и др.), не допускающим государственного вмешательства в экономические отношения и ожидающим полного обновления общества от католической пропаганды, благотворительности промышленников и самопомощи рабочих. Не оспаривая желательности всех этих мер, католические социалисты считают их недостаточными; в настоящем они требуют самого широкого рабочего законодательства, а в будущем — более справедливой формы распределения. С их точки зрения, существующий экономический порядок не соответствует справедливости, как её понимает христианская церковь. Опираясь на изречения св. Фомы, Дунса Скота, св. Василия и Иоанна Златоуста («что может быть неразумнее, как сеять без земли, без дождя и без сохи? те, кто занимается таким земледелием, собирают лишь плевелы, которые будут брошены в огонь вечный»; «получать доход без труда, значит быть ростовщиком» и т. п.), более крайние из католических социалистов заодно с ростом осуждают вообще всякую прибыль на промышленный капитал. Другие довольствуются осуждением особенно грубых форм эксплуатации рабочих и видят причину социального зла преимущественно в свободной конкуренции. Результатом последней является, по их мнению, нравственное одичание всего общества, понижение благосостояния рабочих и обострение социальной борьбы. «Человек, отданный на произвол закона спроса и предложения, перестаёт быть человеком и делается вьючным животным» (де Мён).
Ответственность за промышленную конкуренцию французские социал-католики в прошлом возлагают на великую революцию, а в настоящее время — на либерализм, которому они враждебны и с религиозной, и с демократической точки зрения. Свобода промышленности и свобода труда выгодны лишь для богатых. «Священное Писание, постановления св. соборов и первосвященников, — говорится в коллективном труде французских социал-католиков, — с древнейших времён и доныне освящали божественное право на труд, на его регламентацию и на покровительство духовным и материальным интересам людей труда. Земные власти обязаны вмешиваться в экономическую область, дабы обеспечить здесь соблюдение божественного закона, то есть допускать добро, не допуская зла» (laisser faire le bien saus lasser faire le mal). Государство должно ограничить рабочий день 9-10 часами, запретить женщинам участие в ночных и опасных работах, совершенно удалить с фабрик детей, обеспечить рабочим вознаграждение на случай увечий и старости, установить законодательным путём minimum заработной платы и проч. Только та плата может считаться достаточной, которая, во-первых, обеспечивает необходимый для существования рабочих доход, во-вторых, предлагает рабочему эквивалент опасности, которой он подвергается на службе у капиталиста, и, в-третьих, доставляет эквивалент нормальной траты его сил. «Каждый имеет право на хлеб или на труд» (кардинал Мэннинг); «бедный может брать, что ему необходимо; никто не смеет ему мешать в этом» (журнал «Association Catholique»). Деятельность государства должна восполняться деятельностью рабочих союзов. Свободу профессиональных ассоциаций католические социалисты рассматривают, как самое драгоценное и неотчуждаемое право рабочих. Правительство должно не только не разрушать и охранять подобные ассоциации, но ещё обеспечивать за ними возможно широкую автономию и некоторые привилегии. По известным вопросам голос рабочих союзов должен быть решающим.
Иные из католических социалистов идут ещё дальше: они требуют признания рабочих союзов обязательными официальными учреждениями. Другие настаивают на том, чтобы такие союзы объединяли не одних рабочих, но вместе с ними и хозяев, по типу средневековых корпораций. Последние при этом чрезвычайно идеализируются, и из виду упускается историческая перспектива. Французские и бельгийские католики ввиду неудачи предпринимавшихся до сих пор опытов смешанных союзов несколько охладели к этой мысли, чего нельзя сказать об их немецких собратьях. Духовенству в предстоящей социальной реформе католиками отводится далеко не последнее место. Предполагается, что оно проникнется чисто демократическим духом и выступит на защиту рабочих, отстаивая их интересы против притязаний предпринимателей. Всех истинных католиков, и во главе их — католическое духовенство, де Мён призывает «идти в народ». Таков единственный, но верный путь для доставления полного торжества католицизму. Без улучшения экономического положения народа религия не может пустить в массах глубоких корней. «Не проповедуйте Евангелия пустому желудку, он вас не станет слушать» (монсеньор Айрлянд). «Наступающий век будет принадлежать не капиталистам, не буржуазии, а народу. Если приобрести его доверие, можно сделаться его советником» (Мэннинг).
Некоторые из католических социалистов (см. книгу Грегуара) намечают такую схему трех стадий развития, обусловливаемых демократической политикой католической церкви:
- первая стадия — разрыв c буржуазией и временное гонение на религию;
- вторая — присоединение к церкви рабочих и затем всего народа;
- третья и последняя стадия — полное торжество католицизма после низвержения буржуазного строя.

Во всех изложенных мыслях католические социалисты стараются опираться на авторитет св. Писания и отцов церкви, а с 1891 г. — ещё и на изданную Папой Львом XIII энциклику «Rerum Novarum», где глава католической церкви, признавая наличность социального зла и видя в современном обществе, «с одной стороны, всемогущество богатства, с другой — бессилие бедности», требует от католического духовенства энергичной работы на пользу народа. Рабочие союзы и рабочее законодательство указываются и Львом XIII как два главнейшие фактора социальной реформы. Энциклика «Rerum Novarum» представляет собою минимальную программу тех требований, которые выставляются католическими социалистами всех стран.

## Социально-католическое движение в разных странах

### Во Франции
Во Франции социально-католическое движение всего древнее и всего богаче теоретической литературой. Непосредственным предшественником его здесь надо считать Сен-Симона, главное сочинение которого, «Новое христианство» (1825 г.), было написано с целью пробудить в католическом духовенстве сознание его обязанностей перед народом. Здесь рисуется план будущего общественного строя, в котором первенствующее место займет духовенство и который в то же время обеспечит благосостояние «класса наиболее многочисленного и наиболее бедного». Теократический элемент «Нового христианства» был развит далее учениками Сен-Симона, причём Базар и Анфантен создали своеобразную сенсимонистскую церковь, а Исаак Перейр и Густав д’Эйхталь предложили в своих сочинениях обратиться к теократии уже существующей — к католической церкви, и возложить на неё заботу о рабочем классе. Более последовательное и полное проведение этой мысли принадлежит Ламеннэ, доказывавшему в основанном им журнале «L’Avenir» (в 1830 г.), что церковь не нуждается в поддержке сильных и богатых и что, сделавшись ультрадемократической, она не только выполнит заветы своего основателя, но ещё и обезопасит себя от всяких потрясений.
Ещё более крайние социалистические и коммунистические задачи навязывались католической церкви аббатами Констаном и Шантомом, Шевэ, Калланом, Дилье и др. Некоторые из коммунистов и социалистов, как, например, Бюшэ, Эскирос и Кабе, пошли навстречу этому движению и стали доказывать полное соответствие идеалов социального и христианского. Энциклика Папы Пия IX от 8 декабря 1849 г. положила конец этому движению, возобновившемуся в совершенно иной, практической и сначала крайне умеренной форме лишь в 1871 г., когда граф де Мён и др. воспользовались некоторыми рабочими кружками для пропаганды католицизма. После громадного, но временного успеха кружки пришли в упадок, а их инициаторы занялись теоретической разработкой своих взглядов, становившихся все более радикальными, и практическим их применением при помощи законодательства. Католические социалисты представлены были в палате де Мёном, Грандмэзоном и др., энергично отстаивающими как интересы рабочих, так и интересы католической церкви. Органом партии служил журнал «Association Catholique».

### В Германии
В Германии социально-католическое движение началось также рабочими кружками, основанными в 40-х гг. XIX века священником Кольпингом. Большое значение кружки эти получили благодаря поддержке епископа Майнцского Кеттелера. В своем главном труде «Arbeiterfrage und Christenthum» (1864) Кеттелер выдвигает экономическую проблему как главную задачу нашего времени, в самых мрачных красках рисует положение рабочего класса (сходясь во многом с Лассалем) и видит выход, также подобно Лассалю, в широких рабочих кооперациях. Последователи Кеттелера, Муфанг и Хитце, подчеркнули в особенности необходимость рабочего законодательства, причем первым из них основан был официальный орган партии «Christlich-sociale Blaumltter», второй же явился наиболее видным её представителем в Рейхстаге. Рабочие католические кружки в Германии (среди крестьян и среди фабричных рабочих) с течением времени чрезвычайно умножились и охватывают теперь более 75 тысяч членов; вообще вся партия отличается крепкою организацией и энергичною деятельностью.

### В Австрии
В Австрию социально-католическое движение занесено было из Германии Рудольфом Мейером, последователем Родбертуса и Кеттелера, автором сочинения «Emancipationskampf des vierten Standes». Главнейшими руководителями его явились: барон Фогельзанг, основавший журнал «Vaterland», официальный орган австрийских католических социалистов, граф Куэфштейн, разработавший в своем соч. «Die Grundzuumlge d. bedeutendsten Parteien» (1880) вопрос об отношении церкви к росту и к прибыли, князь Лихтенштейн, оратор и политический деятель, автор сочинения «Ueber Interessenvertretung im Staate» (1875), иезуит Кольб и др. Особенностью австрийского движения является его антисемитский и аристократический характер.

### В Швейцарии
Полную противоположность австрийскому представляет то же движение в Швейцарии, где во главе его стоит член национального совета Гаспар Декуртэн, последовательный демократ и убеждённый католик. Ему отчасти Швейцария обязана своим рабочим законодательством; им основано обширное рабочее бюро, так называемое Sécrétariat du Peuple; им же была пущена в обращение мысль, поддержанная имп. Вильгельмом II, о необходимости международной конференции по рабочему вопросу. Немногочисленная, но энергичная социально-католическая партия в Швейцарии одерживала частые победы на выборах и оставалась не без влияния на усиливающееся распространение католицизма в стране.

### В Бельгии
В Бельгии среди католиков господствовала либеральная школа Перэна. Представителями социалистического направления являлись епископ Дутрелу и аббат Потье с своей книгой «Ce qu’il y a de l égitime dans les révendications ouvriè res» (1889). На католическом конгрессе 1890 г. в Льеже верх одержало требование государственного вмешательства в пользу рабочих. С тех пор социально-католическое движение получило в Бельгии значительное развитие, чему немало способствовала основанная в 1891 г. и имеющая теперь более 100 тысяч членов «демократическая лига», а также многочисленные периодические издания («Het Volk» в Генте, «Le Bien du peuple» в Льеже, «Le pays Wallon» в Шарлеруа и др.). Последним своим торжеством на выборах (1894) католики обязаны той популярности, которую приобрела среди рабочих их социальная программа.

### В Великобритании и США
В Англии, равно как и в Соединённых Штатах, хотя и нельзя отметить целой партии католических социалистов, имеются, однако, отдельные личности из среды католического духовенства, которые, заинтересовавшись судьбою рабочих, выступили в качестве их защитников на практическом или на теоретическом поприще. В Англии кардинал Мэннинг пользовался такою популярностью среди рабочих, что благодаря его вмешательству прекратилась стачка доковых рабочих в 1889 г.; за ним последовал епископ Ноттингамский, Эдуард Бэгшоу, с памфлетом «Mercy and Justice to the poor». В Соединённых Штатах кардинал Гиббонс выступил на защиту американского «ордена рыцарей труда», когда тому грозило осуждение из Рима; священник Мак Глин — откровенный социалист, союзник Генри Джорджа; монсеньор Айрланд — демократический католик в духе Декуртэна и выдающийся оратор.
В остальных странах католическое духовенство не идёт дальше филантропических начинаний на пользу бедных, не требуя государственного вмешательства и не вступая в борьбу с экономически господствующим классом; за отсутствием этих двух черт говорить о католическом социализме не приходится.